# Ucrainca, Căușeni
Ucrainca este satul de reședință al comunei cu același nume  din raionul Căușeni, Republica Moldova. Satul are o suprafață de circa 2.61 kilometri pătrați, cu un perimetru de 9.64 km. Localitatea se află la distanța de 30 km de orașul Căușeni și la 104 km de Chișinău.

## Istorie
Satul a fost menționat documentar în anul 1859 cu numele românesc de Cărbuna. Între anii 1927 și 1965, satul a purtat denumirea Sturzeni. Numele actual i-a fost dat în 1965 de autoritățile sovietice din trei motive:
- au aflat că în secolul al XIX-lea a făcut parte din moșia familiei boierești Sturdza, și că numele de "Sturzeni" îi fusese atribuit de regatul României, deci era "o urmă a regimului feudalist";
- se află la hotar cu Ucraina;
- o parte din locuitori sunt ucraineni.

În prezent gimnaziul din sat poartă numele lui Alexandru Sturdza.

### Dicționarul Geografic al Basarabieide Zamfir Arbore
Sturzeni sau Cărbuna, sat mare, în jud. Bender, așezat în șes. Face parte din volostea Iosefsdorf. Pozițiunea geografică: 46° 26' lat; 26" 56' long. La S.-V. de sat înălțimea locului e de 53,7 stînj. d'asupra n. m. Are 274 case, cu o populațiune de 1470 suflete, țărani Români; 672 vite mari; 987 oi. Locuitorii posedă pământ de împroprietărire 1800 deseatini.

## Demografie

### Structura etnică
Structura etnică a satului Ucrainca conform recensământului populației din 2004:
| Grup etnic                                               | Populație | % Procentaj  |
| -------------------------------------------------------- | --------- | ------------ |
| Băștinași declarați Moldoveni Băștinași declarați Români | 1619 5    | 94,13% 0,29% |
| Ruși                                                     | 37        | 2,15%        |
| Ucraineni                                                | 33        | 1,92%        |
| Bulgari                                                  | 14        | 0,81%        |
| Găgăuzi                                                  | 6         | 0,35%        |
| Polonezi                                                 | 1         | 0,06%        |
| Alții                                                    | 5         | 0,29%        |
| Total                                                    | 1720      |              |